# Raad van de Koophandel en Koloniën
De Raad van Koophandel en Koloniën was een adviescollege dat toegevoegd was aan de secretaris van staat van het departement voor de Koophandel en Koloniën van 6 april 1814 tot 1 oktober 1820. 

## Geschiedenis
De Raad van Koophandel en Koloniën werd onder soeverein vorst Willem (1813-1815) bij Souverein Besluit van 6 april 1814 ingesteld. Bij dit besluit werden de leden J.C. van der Kemp, W.G. van de Poll, P. van IJzendoorn, W.J. Macaré, Scholte van Anschat, J.A. Uitenhage de Mist, J. Bourcourd en D.F. Schas aangesteld en op 8 juli 1814 geïnstalleerd door de secretaris van staat. De instructies werden bij Koninklijk Besluit van 25 juni 1814 vastgesteld. Het salaris van de leden bedroeg f. 4.000,-- per jaar.
Het voorzitterschap werd bekleed door de secretaris van staat. Daarnaast was er een raadssecretaris, een commies en twee tweede klerken. Per 29 juli 1814 werd de titel 'secretaris van staat' vervangen door secretaris-generaal en per 16 september 1815 door 'directeur generaal'.  De raad werd bij Koninklijk Besluit van 25 juli 1820 per 1 oktober 1820 opgeheven.

## Taak
De raad had tot taak het behartigen van de belangen van de koophandel, scheepvaart en landbouw in de koloniën. Bij Koninklijk Besluit van 25 juli 1815 onder koning Willem I (1815-1840) werd de taak uitgebreid met de herziening van het tarief op de inkomende en uitgaande rechten. De raad stond in nauwe betrekking tot de Kamers van Koophandel.

## Voorzitters
- Secretaris van staat voor Koophandel en Koloniën
  - Godert Alexander Gerard Philip van der Capellen, van 6 april 1814 tot 29 juli 1814

- Secretaris-generaal van Koophandel en Koloniën
  - Joan Cornelis van der Hoop, a.i. van 29 juli 1814 tot 14 september 1814
  - Johannes Goldberg, a.i. van 2 december 1814 tot 16 september 1815

- Directeur-generaal van Koophandel en Koloniën
  - Johannes Goldberg, a.i. van 16 september 1815 tot 19 maart 1818

- Minister van Publiek Onderwijs, Nationale Nijverheid en Koloniën
  - Anton Reinhard Falck, van 19 maart 1818 tot 1 oktober 1820